# Kousséri
Kousséri är en ort i Kamerun.   Den ligger i regionen Nordligaste regionen, i den norra delen av landet, 1 000 km norr om huvudstaden Yaoundé. Kousséri ligger 300 meter över havet och antalet invånare är 89 123 (2005).